# Fields metall
Fields metall är en lättsmält legering, som är ett ogiftigt alternativ till Woods metall.
Den eutektiska sammansättningen 32,5 % vismut, 51 % indium, 16,5 % tenn resulterar i smältpunkten 62 °C.